# Foisches
Foisches is een gemeente in het Franse departement Ardennes (regio Grand Est) en telt 211 inwoners (2004). De plaats maakt deel uit van het arrondissement Charleville-Mézières.

## Geografie
De oppervlakte van Foisches bedraagt 4,7 km², de bevolkingsdichtheid is 44,9 inwoners per km².

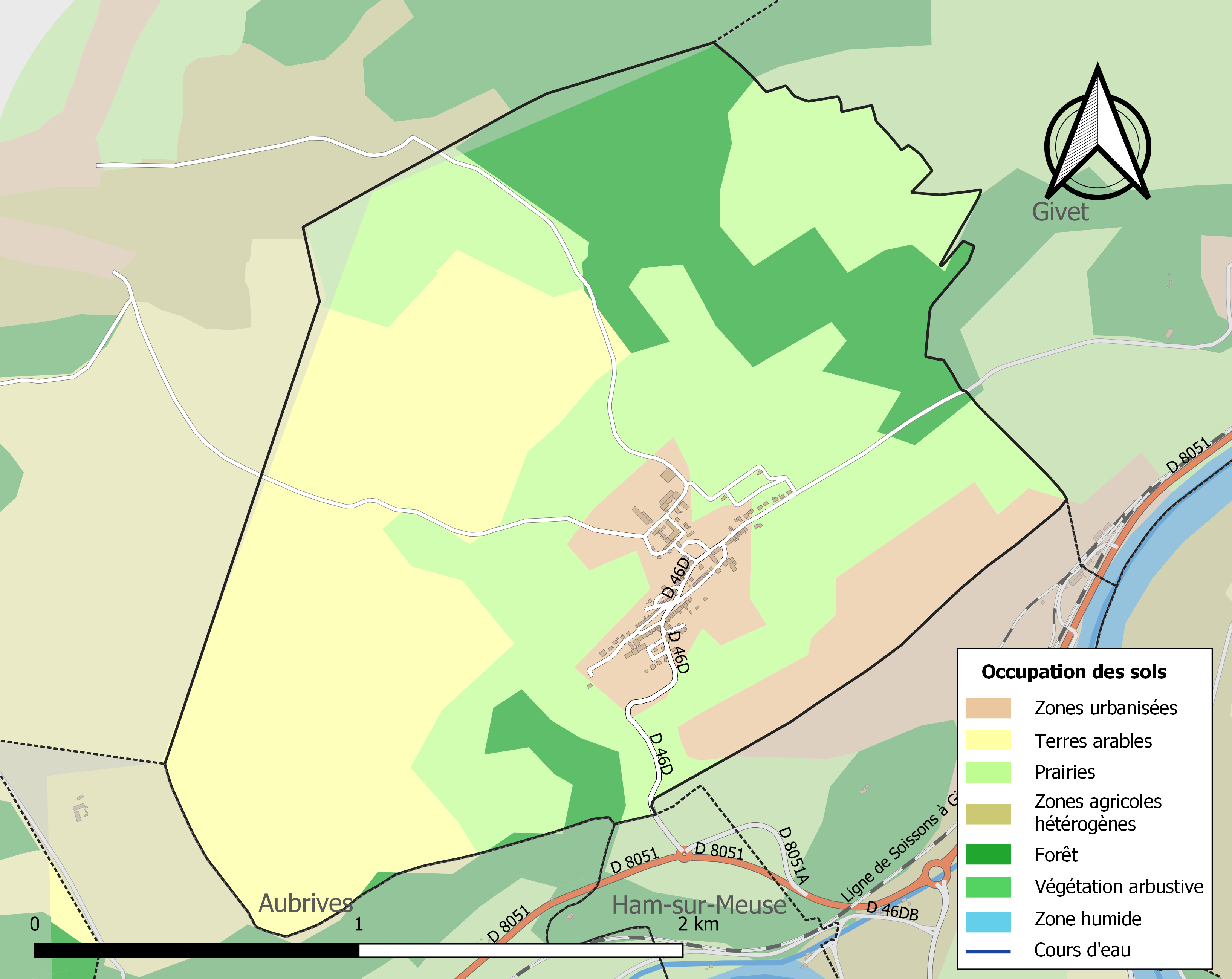
Kaart van de gemeente met de belangrijkste infrastructuur, bodemgebruik en omliggende gemeenten

## Demografie
Onderstaande figuur toont het verloop van het inwonertal (bron: INSEE-tellingen).
Vanwege een beveiligingsprobleem met de MediaWiki Graph-software is het momenteel niet mogelijk deze grafiek weer te geven. Zodra de software is bijgewerkt zal de grafiek vanzelf weer zichtbaar worden.

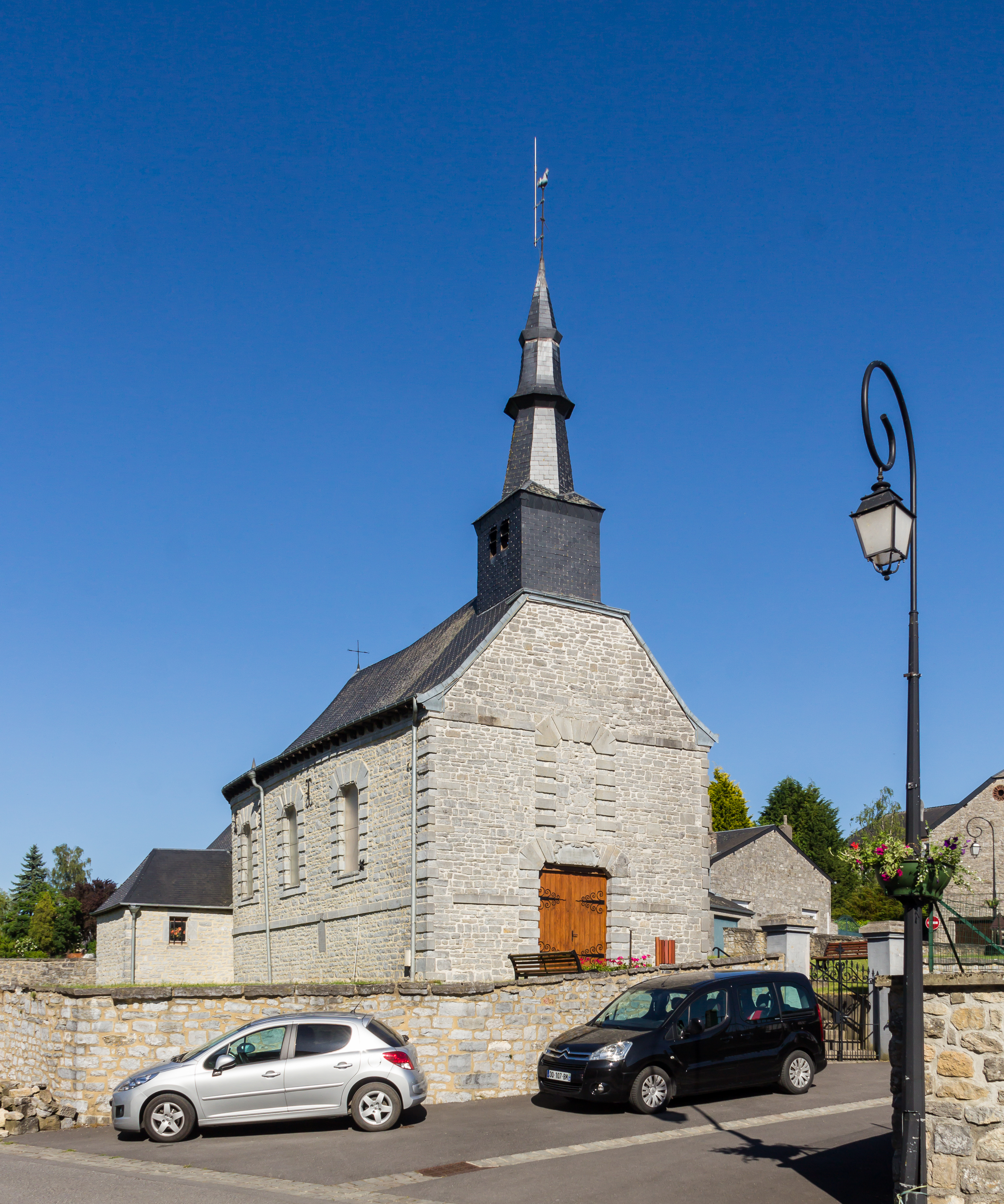
Kerk Saint-Martin